# Si tú te vas
Si tú te vas è un brano musicale del cantante spagnolo Enrique Iglesias, pubblicato come primo singolo dall'album eponimo del 1995.

## Tracce
CD Single MCA 602438006120
1. Si tù te vas (versione spagnola) - 4:01
2. Se te ne vai (versione italiana) - 4:01

## Classifiche
| Classifica (1995–1996)                        | Posizione più alta |
| --------------------------------------------- | ------------------ |
| Belgio (Fiandre)                              | 6                  |
| Belgio (Vallonia)                             | 8                  |
| Francia                                       | 21                 |
| U.S. Billboard Hot Latin Tracks               | 1                  |
| U.S. Billboard Latin Pop Airplay              | 1                  |
| U.S. Billboard Latin Regional Mexican Airplay | 3                  |
| U.S. Billboard Latin Tropical/Salsa Airplay   | 6                  |